# Fakturabörsen
Fakturabörsen är en svensk marknadsplats för fakturaköp (factoring) och lanserades i februari 2011. Den är dotterbolag till European Factoring Exchange AB i Stockholm.
Företaget European Factoring Exchange AB, som är baserat i Stockholm och grundades 2009 av Roni Bicér, lanserade Fakturabörsen i februari 2011. Den har sedan 2014 Schibsted Media Group som huvudägare och har sedan starten finansierat fakturor för över 500 miljoner kronor.
Fakturabörsen är en webbaserad marknadsplats, där små- och medelstora företag kan sälja sina fakturor i realtid till köpare, vilka är hedgefonder, investmentbolag och andra institutionella investerare. Säljarma får därigenom tillgång till likviditet. Fakturabörsen sköter administrativa processer såsom sammanställning av kreditinformation, fakturering och påminnelsehantering samt betalningsprocesser.